# Cabdill endolat
El cabdill endolat (Poecilotriccus capitalis) és un ocell de la família dels tirànids (Tyrannidae).

## Hàbitat i distribució
Habita el sotabosc de la selva pluvial de les terres baixes del sud-est de Colòmbia, est de l'Equador i nord i est del Perú. Brasil occidental, al nord de Rondônia.